# Савченко, Владислав Владимирович
Владисла́в Влади́мирович Са́вченко (укр. Владислав Володимирович Савченко; 15 ноября 1982, Павлоград, Днепропетровская область, УССР, СССР) — украинский футболист, полузащитник

## Биография
Воспитанник днепропетровского ДВУФК, за который с 1998 по 2001 провёл 45 игр и забил 5 голов в чемпионате ДЮФЛ. C 2004 по 2006 выступал в турнирах АМФУ за «Строитель-ВВ» из Днепропетровска, в том числе провёл 29 встреч и забил 2 мяча в чемпионате и 2 поединка в Кубке Украины. В 2007 году играл на любительском уровне в турнирах города Днепропетровска за местную «Викторию» (15 матчей в чемпионате и 2 матча и 2 гола в Кубке) и в чемпионате Днепропетровской области за «Титан» из Вольногорска (6 матчей, 1 гол).
В начале 2008 года перешёл в молдавский клуб «Нистру» (Атаки), в составе которого дебютировал в профессиональном футболе, сыграв 26 матчей и забив 3 гола в Национальном дивизионе, став бронзовым призёром чемпионата Молдавии сезона 2007/08 и проведя 2 поединка в первом квалификационном раунде Кубке УЕФА сезона 2008/09 против берлинской «Герты».
В начале 2009 года перешёл в «Феникс-Ильичёвец», за который сыграл 11 встреч в Первой лиге, после чего летом пополнил ряды хмельницкого «Динамо», в составе которого провёл 8 матчей во Второй лиге. С 2010 по 2011 в составе горностаевского «Мира» выступал в чемпионате (20 матчей, 5 голов) и Кубке ААФУ (8 матчей, 2 гола), чемпионате (3 матча) и Кубке (3 матча, 1 гол) Херсонской области, а затем до конца 2013 года во Второй лиге, где в 70 играх отметился 16 забитыми мячами и 3 матча провёл в Кубке Украины. Кроме того, в 2010 году принял участие в 3 поединках команды в первом и единственном розыгрыше Кубка украинской лиги.
В 2014 году играл за клуб «Агрофирма Пятихатская», провёл 5 матчей и забил 1 гол в чемпионате ААФУ, 1 встречу сыграл в Кубке ААФУ и вышел на поле в 1 поединке чемпионата Кировоградской области. Затем в октябре 2014 вернулся в «Мир».

## Достижения
- Бронзовый призёр чемпионата Молдавии: 2007/08

## Статистика
| Клуб                 | Лига                  | Сезон   | Чемпионат | Чемпионат | Кубок | Кубок | Прочее | Прочее |
| Клуб                 | Лига                  | Сезон   | Игры      | Голы      | Игры  | Голы  | Игры   | Голы   |
| -------------------- | --------------------- | ------- | --------- | --------- | ----- | ----- | ------ | ------ |
| Нистру (Атаки)       | Национальный дивизион | 2007/08 | 9         | 1         |       |       |        |        |
| Нистру (Атаки)       | Национальный дивизион | 2008/09 | 17        | 2         |       |       | 2      | 0      |
| Феникс-Ильичёвец     | Первая лига           | 2008/09 | 11        | 0         |       |       |        |        |
| Динамо (Хмельницкий) | Вторая лига           | 2009/10 | 8         | 0         |       |       |        |        |
| Мир                  | ААФУ                  | 2010    | 11        | 2         |       |       | 3      | 0      |
| Мир                  | ААФУ                  | 2011    | 9         | 3         |       |       |        |        |
| Мир                  | Вторая лига           | 2011/12 | 18        | 6         | 1     | 0     |        |        |
| Мир                  | Вторая лига           | 2012/13 | 30        | 8         |       |       |        |        |
| Мир                  | Вторая лига           | 2013/14 | 22        | 2         | 2     | 0     |        |        |
| АФ Пятихатская       | ААФУ                  | 2014    | 5         | 1         | 1     | 0     |        |        |
| Мир                  | ААФУ                  | 2014    |           |           | 4     | 0     |        |        |
| Мир                  | ААФУ                  | 2015    | 2         | 0         |       |       |        |        |
| Мир                  | Вторая лига           | 2015/16 | 14        | 5         | 2     | 0     |        |        |

1. 1 2  Первый квалификационный раунд Кубка УЕФА.
2. 1 2  Кубок украинской лиги.